# Joseph Constant
Joseph Constant, nacido Joseph Constantinovsky (Jaffa, 1892 - París, 3 de octubre de 1969), fue un escultor y escritor francés de origen ruso. Como autor literario firmaba como Michel Matveev.

## Datos biográficos
Nació en Jaffa en 1892, de padres judíos rusos y criado en Odesa, en la actual Ucrania. Cuando todavía era muy joven, participó junto a su padre en las actividades de lucha antizarista revolucionarias de 1905. En 1914 ingresó en la Academia de Bellas Artes de Odesa, y durante la Revolución Comunista de 1917 fue nombrado inspector de Bellas Artes. 
En 1919, su padre y su hermano fueron asesinados en un pogromo antijudío. Ese mismo año, Constant y su esposa decidieron abandonar Rusia. Se desplazaron a Palestina a bordo del buque Ruslan, que llevó a una serie de otros artistas judíos. En Tel Aviv, los artistas formaron una cooperativa que incluía el pintor Isaac Frenkel Frenel. Un año después, Constant viajó enfermo a Egipto. Llegó a París en 1923 con 31 años, después de viajar a Turquía y Rumania. 
En la capital francesa frecuentó a los artistas ruso-judíos del barrio de Montparnasse. 
Posteriormente describió ese ambiente artístico en La Cité des peintres.
Adoptó el pseudónimo de Michel Matveev y se dedicó a escribir un poco tarde. En sus propias palabras, pasó "un peu par hasard et pour argent gagner quelque"("un poco por azar y un poco para ganar dinero"). No fue hasta su llagada a Francia que empezó a escribir, y lo hizo directamente en francés. 
Su primer libro, sobre el tema de la Revolución rusa de 1905, se publicó en 1928. En la década de 1930 fue abandonando poco a poco el medio de la pintura, centrándose en la escultura. También continuó con su actividad como escritor y traductor. En 1933, publicó Les traques, una historia trágica del viajar de los Judíos por Europa en busca de un refugio seguro. Esta fue traducida al inglés por Desmond Flower bajo el título No lloréis por los muertos. En 1936, ganó el Prix des Deux Magots por su colección de cuentos Étrange Famille(extraña familia). 
Después de la Segunda Guerra Mundial obtuvo mayor renombre como escultor en Francia y en el extranjero. A partir de 1950, viajó con frecuencia a Israel, permaneciendo en el kibutz de Ein Jarod. En 1962, el alcalde de Ramat Gan le invitó a establecer su residencia en el barrio de los artistas en el corazón de la ciudad. Desde entonces, Constant compartió su tiempo entre su estudio en París y el de Ramat Gan. Este último se convirtió en un museo tras su muerte.
En 1959, escribió su última novelaAilleurs, autrefois, un trabajo semiautobiográfico en ea que evocó su infancia y juventud en la Ucrania del cambio de siglo. 
Murió el 3 de octubre de 1969 en París.

## Obras
Entre las mejores y más conocidas obras literarias de Joseph Constant se incluyen las siguientes:
- 1933 : Les Traqués, éditions Gallimard
- 1936 : Étrange Famille, éditions Gallimard Prix des Deux Magots
- 1947  : La Cité des peintres, éditions Atlas
- 1959 : Ailleurs autrefois, éditions Gallimard

Algunas de sus esculturas son:
- el Emú , 1950-55  madera
- Dos gacelas , 1954 bronce
- la gallina, 1965

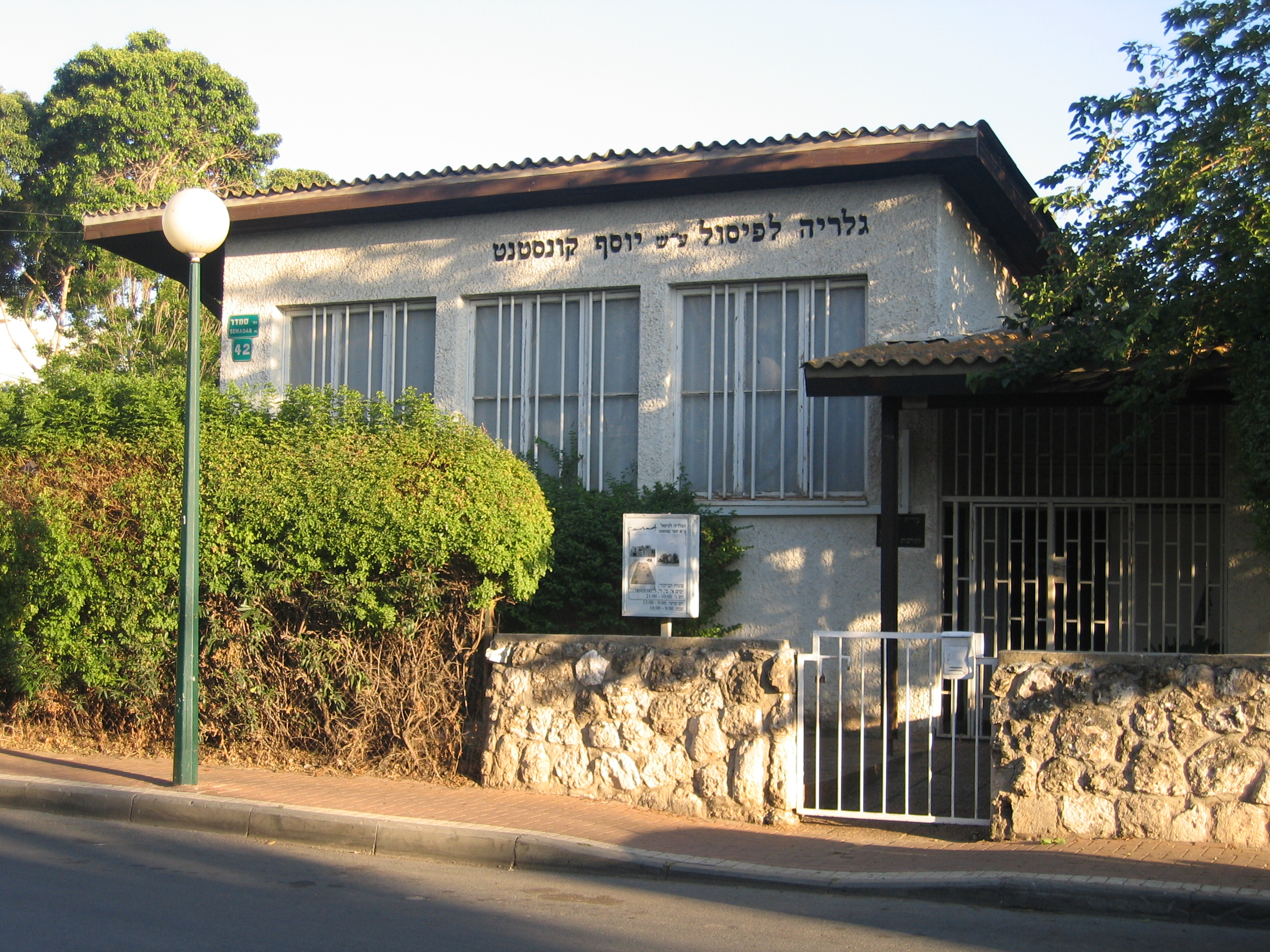
Casa de Joseph Constant en Ramat Gan
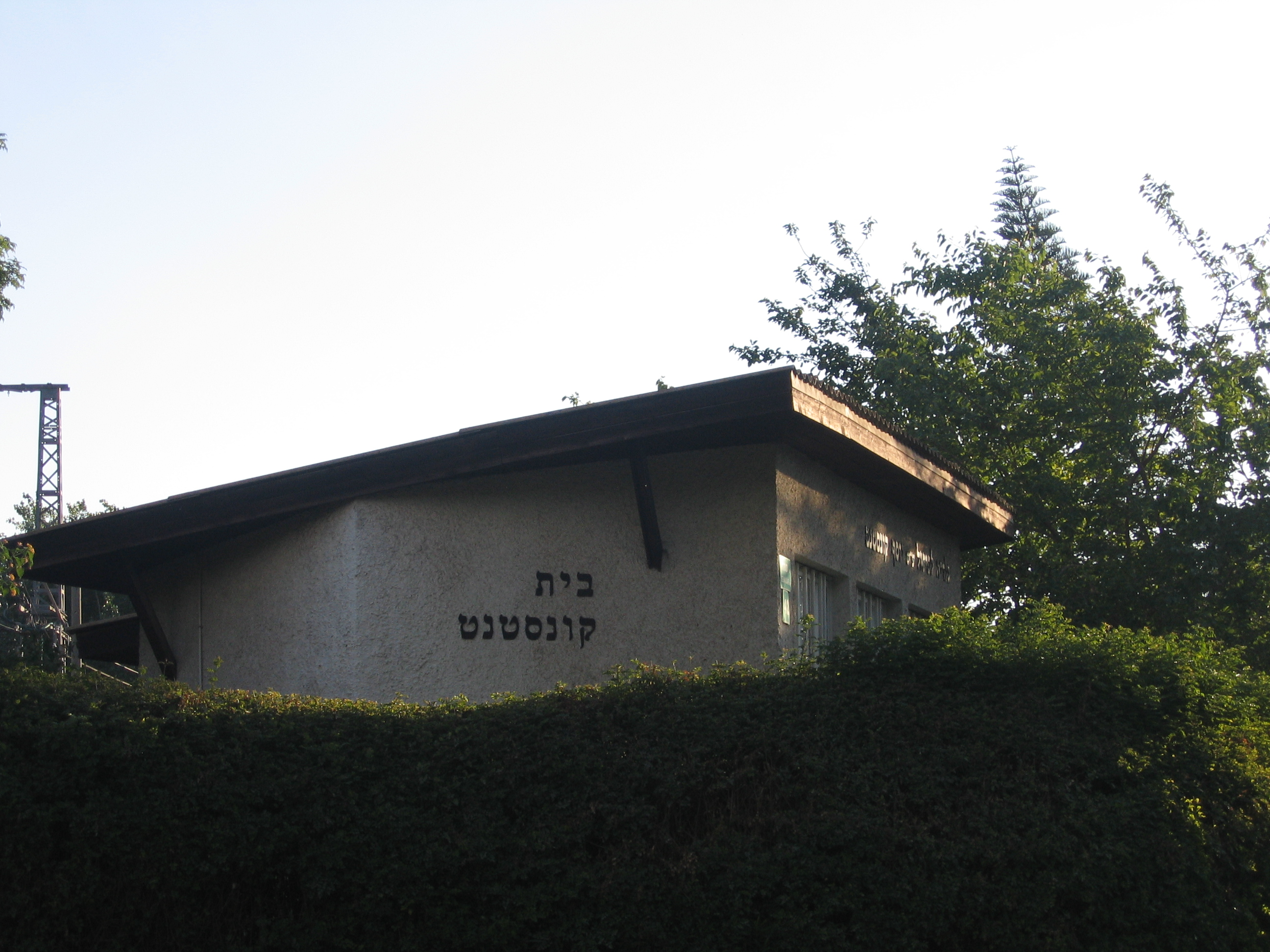
Casa de Joseph Constant en Ramat Gan